# Chantal Lauby
Chantal Lauby (Gap, 23 de març de 1948) és una presentadora francesa de televisió, després humorista i actriu. Ha format part del grup d'humoristes Les Nuls .

## Biografia
Nascuda a Gap, Chantal Lauby passa la seva infantesa a Alvèrnia, entre Auzon i Clarmont d'Alvèrnia. Comença a la televisió com speakerine a FR3 Alvèrnia. La seva carrera a les antenes regionals de France 3 i de Ràdio France la porta a la Costa Blava on destaca, l'estiu de 1977, sent la primera dona del món a cavalcar sobre una orca davant de les càmeres al Marineland de Antibes.. Hi coneix Bruno Carette, a continuació es trasllada a Marsella.
L'any 1977, és la corresponsal local de  Les Jeux de 20h a Canes
A FR3, amb Bruno Carette, presenta Azur Rock, Un petit clip vaut mieux qu'une grande claque i Bzzz !, emissions còmiques en forma d'esquetxos. Gràcies a aquesta última, han fitxat pels directors dels programes de la jove cadena de pagament Canal+, Alain de Greef i Albert Mathieu. Lauby i Carette aleshores van formar Les Nuls amb Alain Chabat i Dominique Farrugia. La seva primera creació va ser un pastiche de sèries espacials Objectif: nul en février 1987.
Presenta successivament a continuació amb els seus acòlits le JTN, un fals periòdic a Nulle part ailleurs, TVN 595, a continuació A.B.C.D. Nuls, emissió que es va aturar el desembre de 1989 per la mort de Bruno Carette. Lauby, Chabat i Farrugia animen a continuació Les Nuls, l'emission de 1990 a 1992, i roden el film La Ciutat de la por que surt l'any 1994.
En el moment de la dissolució del grup, en principi roda cap a papers de televisió (serà sobretot Louise, personatge principal de la sèrie Eva Mag) abans de consagrar-se principalment al cinema als anys 2000. L'any 2002, realitza Laisse tes mains sur mes hanches, on reuneix personalitats tan diverses com Claude Perron, Rossy de Palma, Jean-Hugues Anglade, Bernard Porteu, Armelle Deutsch, Stéphane Bern, Myriam Boyer o el rapper Ménélik, després roda amb Laurent Baffie o Bruno Podalydès.
Des del 23 d'agost de 2010, participa en la matinal de Virgin Radio al costat de Bruno Guillon i tot el seu equip com a veu en off.
És la mare de Jennifer Ayache (nascuda el 9 de novembre de 1983), cantant del grup de pop rock francès Superbus.

## Discografia
- Bizet Come Back, paròdia de l'òpera Carmen de Bizet, lletra de Pierre Jolivet, 45 rpm Crypto ZB 8170 (1978).
- Represa de l'estiu indi de Joe Dassin, amb Vincent Malone a la trompeta. (1995).
- París súper tango, enregistrament inèdit.
- Salvator Adamo Totes les meves mentides (2010)

## Filmografia

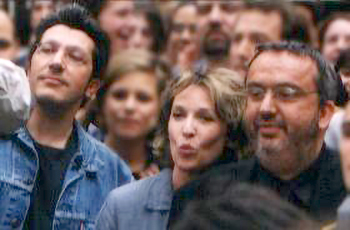
Chantal Lauby, al centre, amb Alain Chabat i Dominique Farrugia.

### Directora
- 2000: Kitchendales
- 2002: Laisse tes mains sur mes hanches

### Guionista
- 1994: La Ciutat de la por d'Alain Berberian
- 2000: Kitchendales de Chantal Lauby
- 2002: Laisse tes mains sur mes hanches
- 2011: Les Tuche d'Olivier Baroux

### Actriu

#### Cinema
- 1994: La Cité de la peur d'Alain Berbérian: Odile Deray
- 1996: Delphine 1, Yvan 0 de Dominique Farrugia: Sra. Hattus
- 1996: XY de Jean-Paul Lilienfeld: Denise
- 1997: Didier, el meu fidel amic d'Alain Chabat: Solange
- 1999: Meilleur Espoir féminin de Gérard Jugnot: Françoise
- 2000: Antilles sur Seine de Pascal Légitimus: Herman
- 2002: Astérix et Obélix: Mission Cléopâtre d'Alain Chabat: Cartapus
- 2002: Laisse tes mains sur mes hanches de Chantal Lauby: Odile Rousselet
- 2003: Casablanca Driver de Maurice Barthélémy: Cathy Driver
- 2003: Les clefs de bagnole de Laurent Baffie: Ella mateixa
- 2006: Toi et moi de Julie Lopes Curval: Eléonore
- 2006: Comme tout le monde de Pierre-Paul Renders: Françoise
- 2008: Vilaine de Jean-Patrick Benes: La mare de Mélanie
- 2009: Bancs publics (Versailles Rive-Droite) de Bruno Podalydès: Pascale
- 2010: Le Thanato de Frédéric Cerulli: Klavinski
- 2011: Toi, moi, les autres d'Audrey Estrogo: Valérie
- 2012: Sur la piste du Marsupilami d'Alain Chabat :la narradora del documental
- 2013: La Cage dorée de Ruben Alves: Solange Caillaux
- 2013: Grand Départ de Nicolas Mercier: Danielle
- 2013: Prêt à tout de Nicolas Cuche: Chantal
- 2014: Qu'est-ce qu'on a fait au Bon Dieu ? de Philippe de Chauveron: Marie Verneuil
- 2014: Les Souvenirs de Jean-Paul Rouve: Nathalie
- 2015: Vicky de Denis Imbert: Mare de Vicky
- 2016: La Dream Team de Thomas Sorriaux: L'agent
- 2017: Jour J de Reem Kherici: Marie
- 2018: Big Bang de Cécilia Rouaud: Claudine
- 2018: Qu'est-ce qu'on a fait au Bon Dieu ? 2 de Philippe de Chauveron: Marie Verneuil

#### Curts
- 1995: Arthur de Félicie Dutertre i François Rabes
- 2000: En solitaire de Stéphane Kazandjian
- 2001: La panne de Frédéric Cerruli
- 2011: Aparició al clip Money Money del grup PZK
- 2014: breu aparició al clip de la cançó La meva còlera de Yannick Noah (1 min 43 s)

#### Telefilms
- 1996: El secret de Julia de Philomène Esposito: Julia
- 1997: Maintenant ou jamais de Jérôme Foulon: Yolande
- 1992: Telle mère telle fille d' Élisabeth Rappeneau: Elisabeth Gestin
- 2010: Le grand ménage de Regits Musset: Myriam
- 2010: Le Gran Restaurant de Gérard Pullicino: una clienta

#### Sèries
Chantal Lauby va aparèixer l'any 1988 a un episodi de la sèrie Palace com a Léonie Plantagrain, "la dona que envia un petó al seu marit". Més recentment, ha estat el personatge principal de la sèrie Eva Mag, difosa l'any 1999 - 2000 a Canal+ i tornada a difondre a Comèdia!. Ha fet d'altra banda diferents aparicions a les sèries Càmera Cafè (2001 i 2004), Victòria Bonnot i la sèrie web Hello Geekette (a l'episodi 1 de la temporada 3, com la mare de la Geekette).
- 2013: Y'a pas d'âge va aparèixer en un episodi d'aquest programa de Jérome Commandeur.
- 2014-2015: Frères d'armes, sèrie de televisió històrica de Rachid Bouchareb i Pascal Blanchard: presentació de Jules Mondoloni

## Teatre
- 1990: Vite une femme de Daniel Prévost, posada en escena Jean-Luc Moreau, Teatre Michel
- 1997: La Terrasse de Jean-Claude Carrière, posada en escena Bernard Murat, Teatre Antoine

## Premis
- 2013: Premi d'interpretació al Festival internacional de cinema de comèdia d'Alpe d'Huez per a La Cage daurée de Ruben Alves[4]